# Oncaea ivlevi
Oncaea ivlevi är en kräftdjursart som beskrevs av Shmeleva 1966. Oncaea ivlevi ingår i släktet Oncaea och familjen Oncaeidae. Inga underarter finns listade i Catalogue of Life.